# Ronnie Stephenson
Ronnie Stephenson (Sunderland, 26 januari 1937 - Dundee, 8 augustus 2002) was een Britse jazzdrummer.

## Biografie
Stephenson wilde eerst tapdanser worden, maar richtte dan op 14-jarige leeftijd echter de aandacht op de drums. Hij kreeg onderricht en speelde eerst in de band van zijn oudere broer Bill en daarna bij Ray Chester. Op 16-jarige leeftijd wisselde hij naar de begeleidingsband van Lita Roza. Tussen 1955 en 1957 vervulde hij zijn militaire dienstplicht in de Royal Signals Band. Daarna werkte hij bij Don Smith, voordat hij zich in 1958 aansloot bij Ian Carr en diens broer Mike en speelde in de snel bekend wordende EmCee Five. In 1960 bemiddelde Kenny Clare hem zijn plaats in het orkest van John Dankworth. Vanaf 1963 behoorde hij tot het combo van Stan Tracey, met wie hij ook Amerikaanse gastsolisten als Stan Getz, Sonny Rollins, Zoot Sims, Wes Montgomery en Ella Fitzgerald in Ronnie Scott’s Jazz Club begeleidde. Ook speelde hij bij de NDR met Montgomery, Hans Koller en Martial Solal. Daarnaast was hij als studiomuzikant succesvol. Met zijn collega Kenny Clare speelde hij in 1966 het album Drum Spectacular in.
Daarna werkte hij met Tubby Hayes, Ronnie Scott (met wie hij ook in de Verenigde Staten optrad) en weer met Dankworth. Na een tournee met Tom Jones door Duitsland bood Kurt Edelhagen hem in 1969 een plaats aan in zijn orkest. Na drie jaar bij Edelhagen in Keulen speelde hij vanaf 1972 in Berlijn in de bigband van Paul Kuhn, ook bij Berry Lipman en zijn band in de Keulse Cornet-studio. Daarnaast ging hij ook met Quincy Jones op tournee. In 1981 wisselde hij naar het orkest van het Theater des Westens, waar hij werkte met Paul Kuhn en tot 1995 bleef. Daarnaast trad hij op in een trio met Heinz von Hermann. Van 1990 tot 1993 doceerde hij aan de Hochschule der Künste. Op doktersadvies beëindigde hij in 1995 het spelen en concentreerde hij zich op het golfspel.
Hij werkte ook met Roland Kirk, Gerry Mulligan, Sonny Stitt, Barney Kessel, Benny Goodman, Nelson Riddle, Mel Tormé, Cleo Laine, Peter Herbolzheimer, Hans Rettenbacher, Ronaldo Folegatti en Werner Twardy.

## Discografie
- 1958: Stan Getz and the Big Band of Europe
- 1964: Paul Gonsalves Boom-Jackie-Boom-Chick -
- 1964: Ronnie Scott en Sonny Stitt The Night Has A Thousand Eyes
- 1965: Stan Tracey Quartet met Benny Golson Three Little Words
- 1966: Kenny Clare & Ronnie Stephenson  Drum Spectacular
- 1967: Stan Tracey Quartet With Love from Jazz
- 1968: Ronnie Ross Cleopatra's Needle
- 1978: Rolf Ericson/Johnny Griffin Sincerely Ours

- Gemeinsame Normdatei: 134599772
- International Standard Name Identifier: 0000 0001 0452 5822
- Library of Congress Control Number: no2010139785
- MusicBrainz: d8358c7f-b754-4484-994f-7d317932767b
- Virtual International Authority File: 156362592
- WorldCat: E39PBJbCMfWgxYjvRVV6gCqCwC